# Wenzelburg

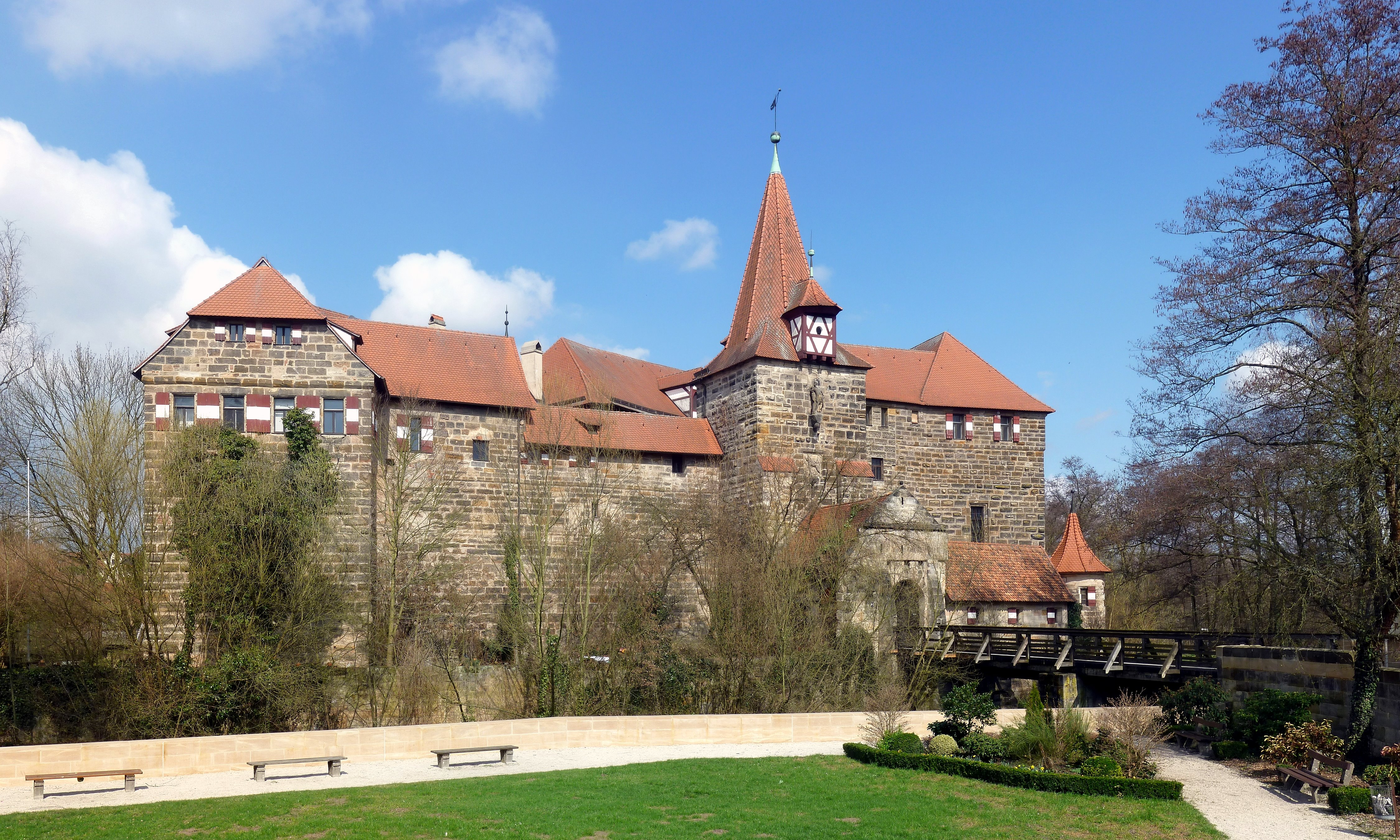
Wenzelschloss oder Laufer Kaiserburg

Die Wenzelburg (auch: Burg Lauf oder Laufer Kaiserburg, bis 2023 Wenzelschloss) ist eine ehemalige Kaiserresidenz auf einer Insel in der Pegnitz in der fränkischen Stadt Lauf an der Pegnitz im Landkreis Nürnberger Land.

## Geschichte
Im 12. und 13. Jahrhundert war Lauf ein Reichsgut der Staufer und wurde vom Laufer Reichsministerialen gehalten. Bereits vor 1275 kam die Burg an die Wittelsbacher, ehe sie 1301 zerstört wurde.
Im Jahr 1353 erwarb der spätere Kaiser Karl IV., der auf den Namen des Nationalheiligen Wenzel von Böhmen getauft war, die Oberpfalz und Gebiete an der Pegnitz, und damit auch Lauf. Die ausgedehnten Gebiete an der Pegnitz fasste der Kaiser zu Neuböhmen (Länder der Böhmischen Krone) zusammen.

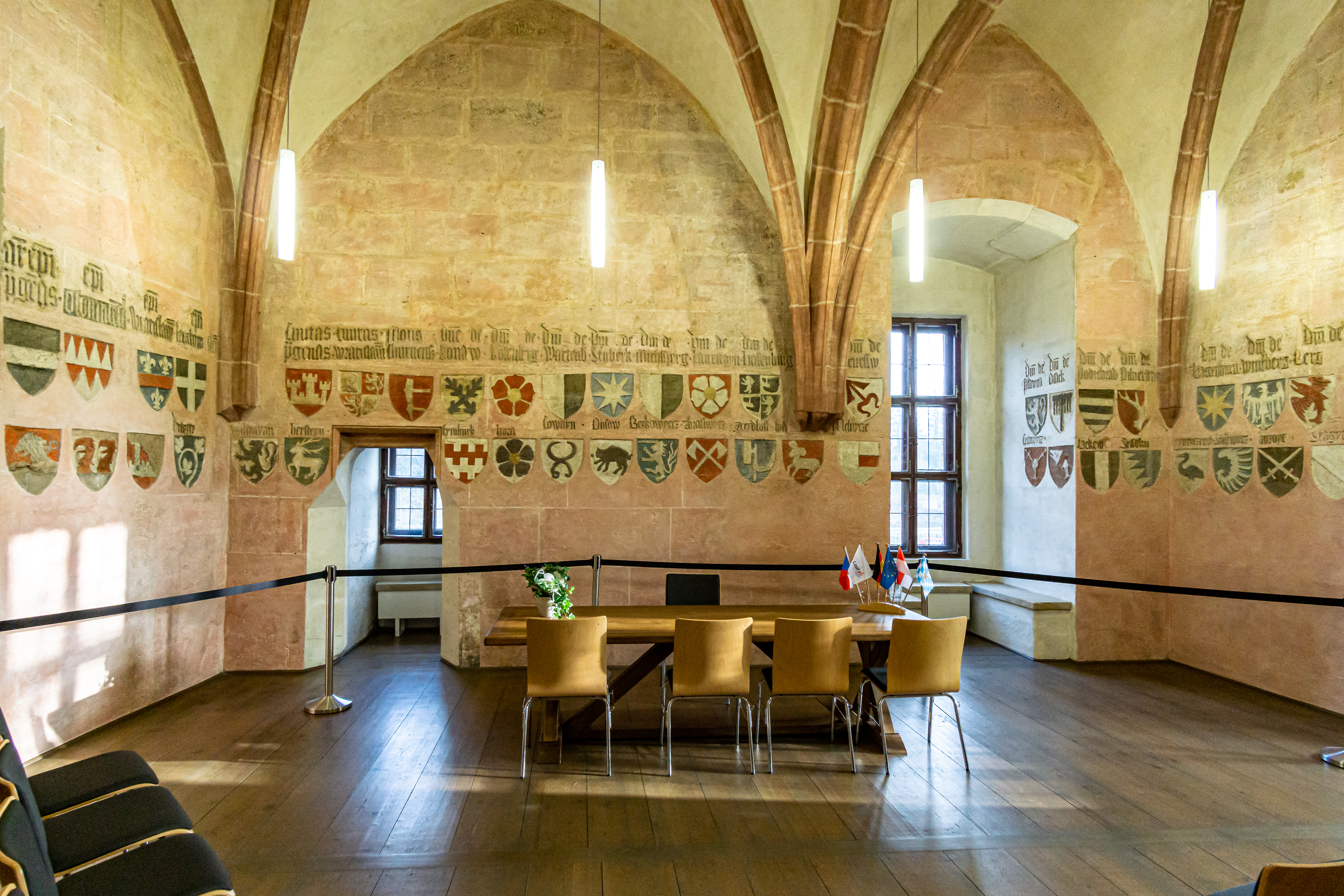
Wappensaal

Ab 1356 ließ der Kaiser an der Stelle der zerstörten Vorgängerburg einen Neubau ausführen, der eine letzte Übernachtungsmöglichkeit auf „neuböhmischem“ Boden vor dem Einzug in die Reichsstadt Nürnberg darstellte. Besonders imposant ist der um 1360 entstandene Wappensaal im Ostflügel, der vermutlich dem Kaiser als Schlafgemach diente. Der Wappensaal ist mit 112 eingehauenen und farbig ausgelegten Wappen der böhmischen Adelsgeschlechter sowie zwei Schlusssteinen der Kreuzrippengewölbe verziert.
1373 kam die noch nicht ganz fertiggestellte Burg wieder an die Wittelsbacher.
1504 gelangte die Burg an die Nürnberger, die 1525–1527, 1579, 1649, 1679 und 1736 Umbauten durchführten. Im 17. Jahrhundert wurde der Torturm am Hauptzugang zur Burg mit dem böhmischen Wappen und einem Standbild des Heiligen Wenzel verziert.

## Heute
Von 1985 bis 2013 wurde das Schloss von der Nürnberger Akademie der Bildenden Künste als Außenstelle Lauf genutzt. In dieser Zeit erfolgte eine umfassende Restaurierung. Das Schloss steht seither leer, kann jedoch für Hochzeiten gebucht und im Rahmen der Stadtführungen teilweise besichtigt werden.
Der ehemalige tschechische Honorarkonsul Hans-Peter Schmidt setzt sich seit 2014 neben der Umbenennung des Schlosses in eine Burg dafür ein, dass in der Burg ein deutsch-tschechisches Begegnungszentrum eingerichtet wird.

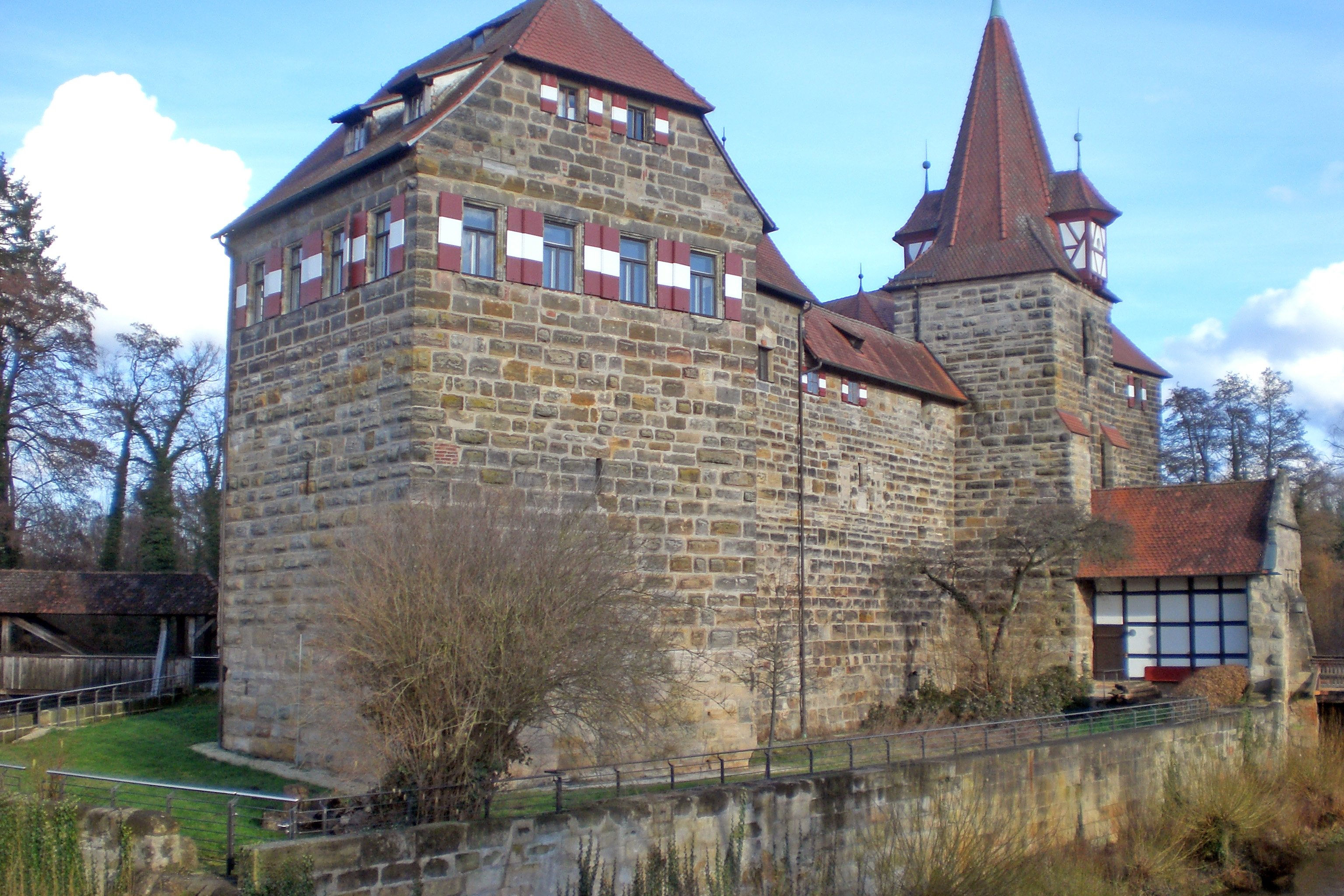
Bergfried (Wohnturm) an der Westseite (2024)
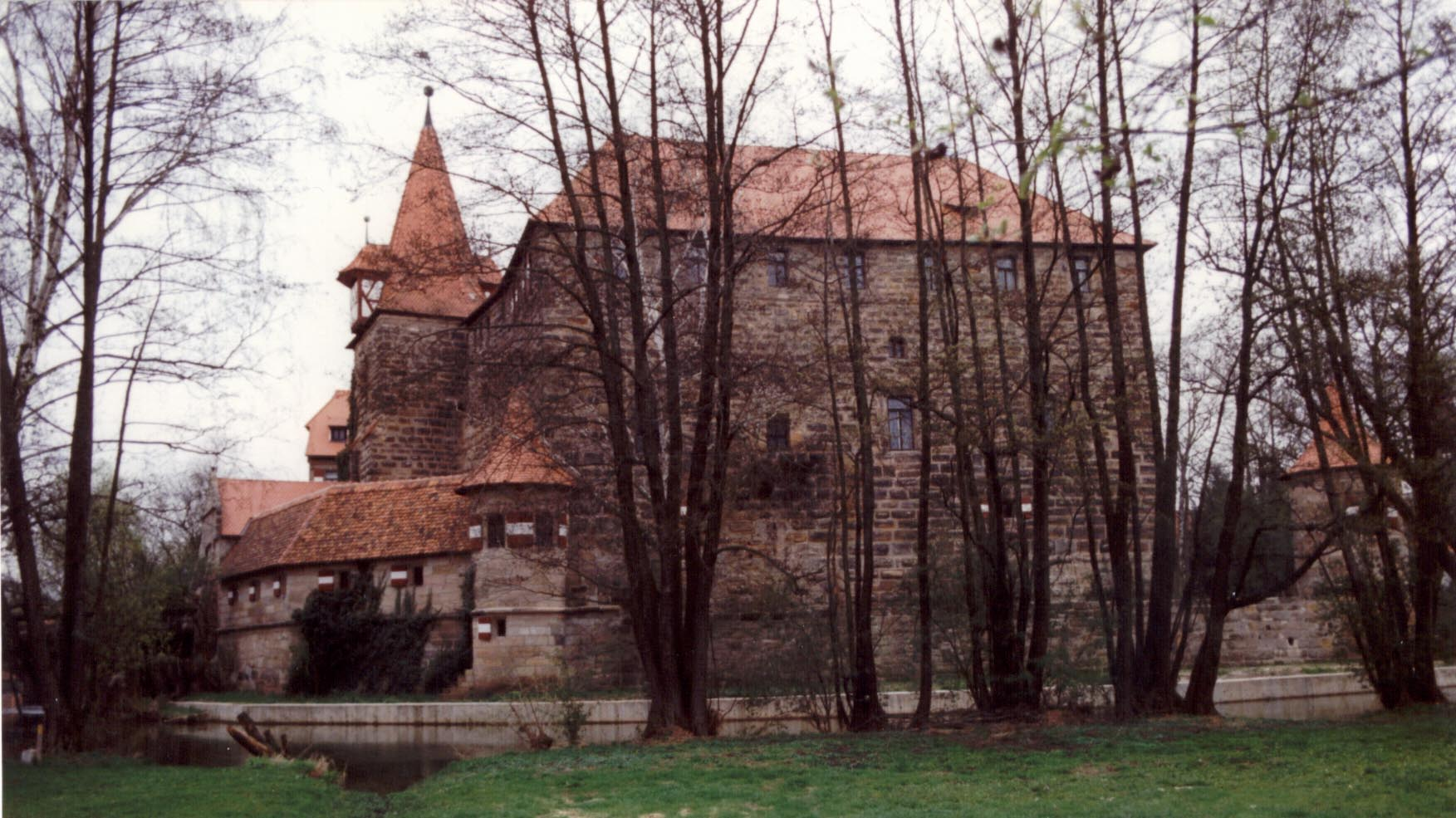
Palas an der Ostseite (1994)
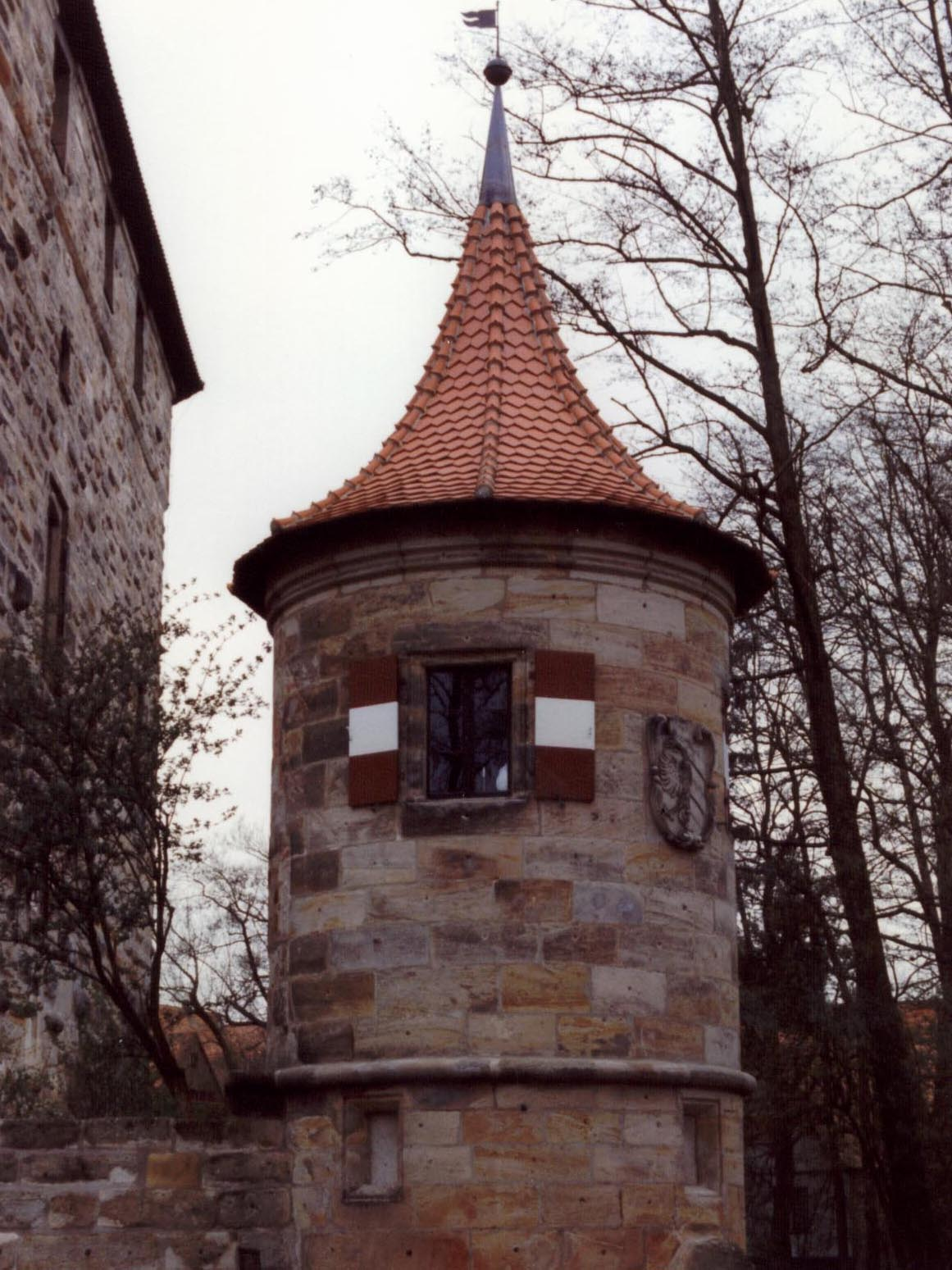
Rundturm an der Ostseite (1994)
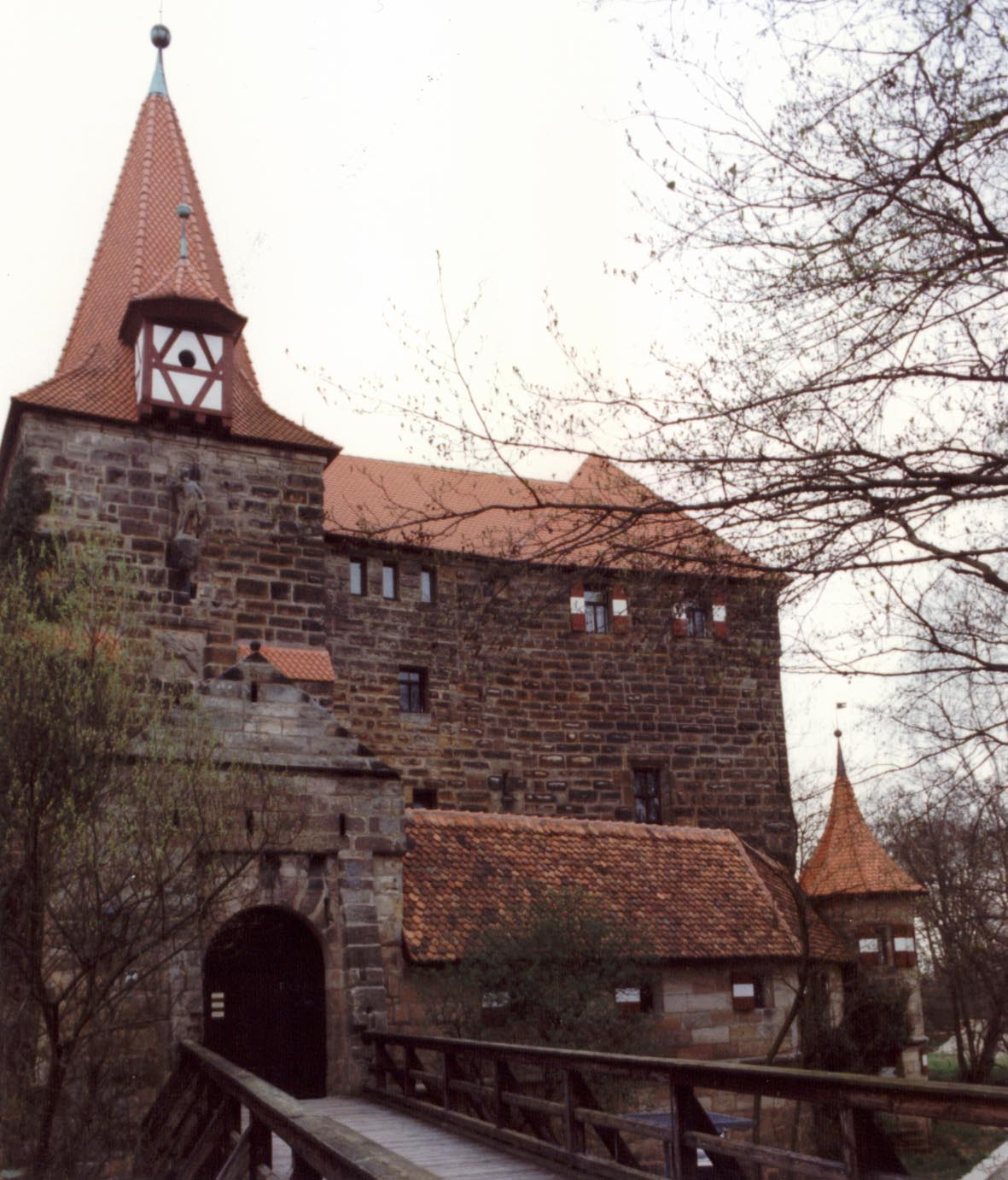
Tor an der Südseite (1994)
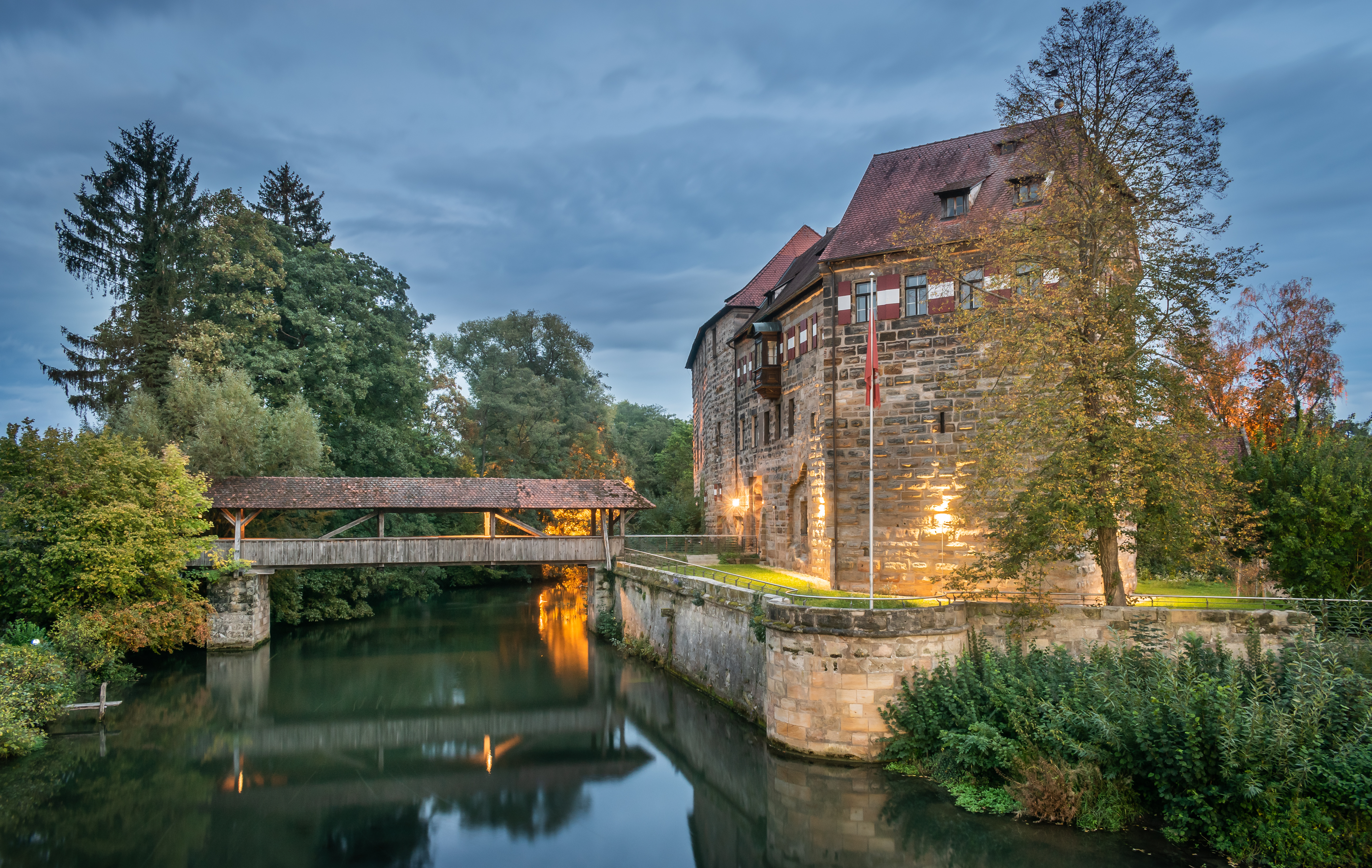
Wenzelschloss mit Holzsteg (2020)

## Namensgebung
Der in der Neuzeit eingeführte Begriff Wenzelschloss wird auf Grund der Tatsache, dass es sich bei diesem mittelalterlichen Bauwerk architektonisch um eine Burg handelt, von der Stadt Lauf in der öffentlichen Darstellung nicht mehr verwendet und das Bauwerk als Wenzelburg bezeichnet. Um dies auch als offiziellen Begriff zu etablieren, muss dieser im Liegenschaftskataster geändert werden. Der Eigentümer der Burg, der Freistaat Bayern, wurde darüber informiert und beim Landesamt für Denkmalpflege ein Antrag auf Zustimmung zur Umbenennung gestellt.